# Yechiel di Parigi
Yechiel ben Joseph di Parigi, noto anche come Jehiel di Parigi oppure Sire Vives in ebraico-francese (in ebraico שיר ויויש‎?, in latino Vivus Meldensis; Meaux, XII secolo – Acri, 1268 circa) è stato un rabbino talmudista e tosafista francese, suocero di Isaac ben Joseph di Corbeil.
Fu discepolo del rabbino Giuda Messer Leon, al quale succedette nel 1225 come capo della yeshivah di Parigi, che allora era frequentata da circa 300 studenti. Il suo discepolo più noto fu Meir di Rothenburg. Yechiel fu l'autore di molti Tosafot.

## Disputatiodi Parigi
Yechiel di Parigi è conosciuto come il principale difensore del giudaismo nella disputa contro il convertito Nicholas Donin, svoltasi del 1240 alla corte parigina di Luigi IX di Francia, che fu la prima disputa formale tra cristiani e ebrei tenutasi nella cristianità medievale.
Avverso l'accusa di avere tratto citazioni diffamatorie nel Talmud contro Gesù Cristo, Yechiel argomentò che le menzioni di Yeshu presenti nel Talmud in realtà si riferiscono a individui diversi. Yechiel li delineò come Gesù stesso, giustiziato per stregoneria (b. Sotah 47a), un altro "Yeshu haNotzri", anch'esso di Nazareth (b. Sanhedrin 107b) e un terzo "Yeshu" associato ad Tzoah Rotachat (lett. 2escrementi bollenti", nome di una località della Gehenna), in b. Gittin 47a.
L'argomentazione di Yechiel fu seguita da Nachmanide alla Disputa di Barcellona nel 1263, ma non dal Profiat Duran alla Disputa di Tortosa del 1413-1414. 

Fu emanato un decreto che dichiarava di bruciare pubblicamente tutti i manoscritti disponibili del Talmud e venerdì 17 giugno 1244 vennero incendiati ventiquattro carichi di opere scritte.
Berger nel 1998 scrisse: "Qualunque cosa si pensi in merito alla credibilità della teoria dei molteplici Gesù, R. Yehiel ha trovato un modo per neutralizzare alcune pericolose dichiarazioni rabbiniche, eppure l'essenza del giudizio degli Ashkenaziti su Gesù rimane anche nel testo di questo disputa". E concluse con queste parole: "questa disputa rende perfettamente chiaro il fatto che Duran non diede il minimo credito alla tesi dei due Gesù".

## Arrivo ad Acri
Intorno al 1258, insieme a un folto gruppo di seguaci e a suo figlio, Messire Delicieux (מישירא דילשיש), Yechiel arrivò a Outremer stabilendosi ad Acri, poi divenuto parte del Regno crociato di Gerusalemme. Poco tempo dopo, rifondò la Grande Accademia di Parigi (Midrash haGadol d'Paris). Si crede che morì lì tra il 1265 e il 1268.
Fu sepolto sul Monte Carmelo, vicino a Haifa. Altri autori tuttavia sostengono che non emigrò mai e che morì in Francia, dove fu trovato un frammento di una pietra funebre, recante l'iscrizione:
מורנו
י) יחיאל)
לגן עד
forse attribuibile al rabbino Yechiel.